# Überwald
Überwald är ett fiktivt land skapat av Terry Pratchett

## Information
Überwald är ett land som befolkas av dvärgar, vampyrer och varulvar. Namnet är tyska för "över skogarna", en parodi på Transsylvanien (latin för "genom skogarna"). Landet är regerat av dvärgar, vampyrer och varulvar. 
Platsen är enad under det Oheliga Imperiet (parodi på det heliga romerska imperiet) som har en tvåhövdad fladdermus som symbol (parodi på den tvåhövdade örnen). Platsen är stort föremål för gruvdrift, då den femte elefanten (gjord av ädelmetaller) landade där och dog. Det bor också många människor där.
Landet ligger på Skivvärlden.
Landet skildras mest i boken The fifth elephant där en stor del av handlingen utspelar sig. I Carpe Jugulum är det hemland för en vampyrfamilj som flyttar till Lanker.  

### Städer
- Skummenplatz[1]